# ديزج دول
ديزج دول هي قرية في مقاطعة أرومية، إيران. يقدر عدد سكانها بـ 768 نسمة بحسب إحصاء 2016.